# Carrier Air Wing (jeu vidéo)
Ne doit pas être confondu avec Carrier Air Wing.
Carrier Air Wing (ユー・エス・ネイビー, Yū Esu Neibī, U.S. Navy) est un jeu vidéo de shoot 'em up développé et édité par Capcom sur CP System en octobre 1990. C'est la suite du jeu U.N. Squadron et la série est basée sur l'univers du manga japonais Area 88 (en),.

## Série
1. U.N. Squadron : 1989
2. Carrier Air Wing